# Abbevillien

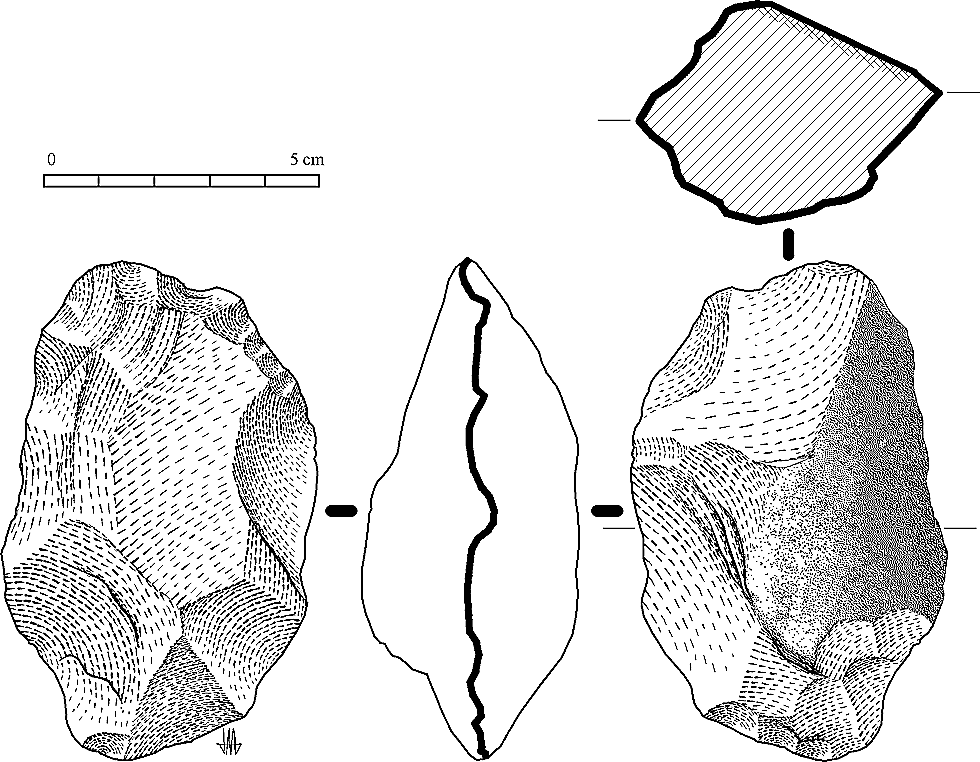
Vuistbijl (Abbevillien).

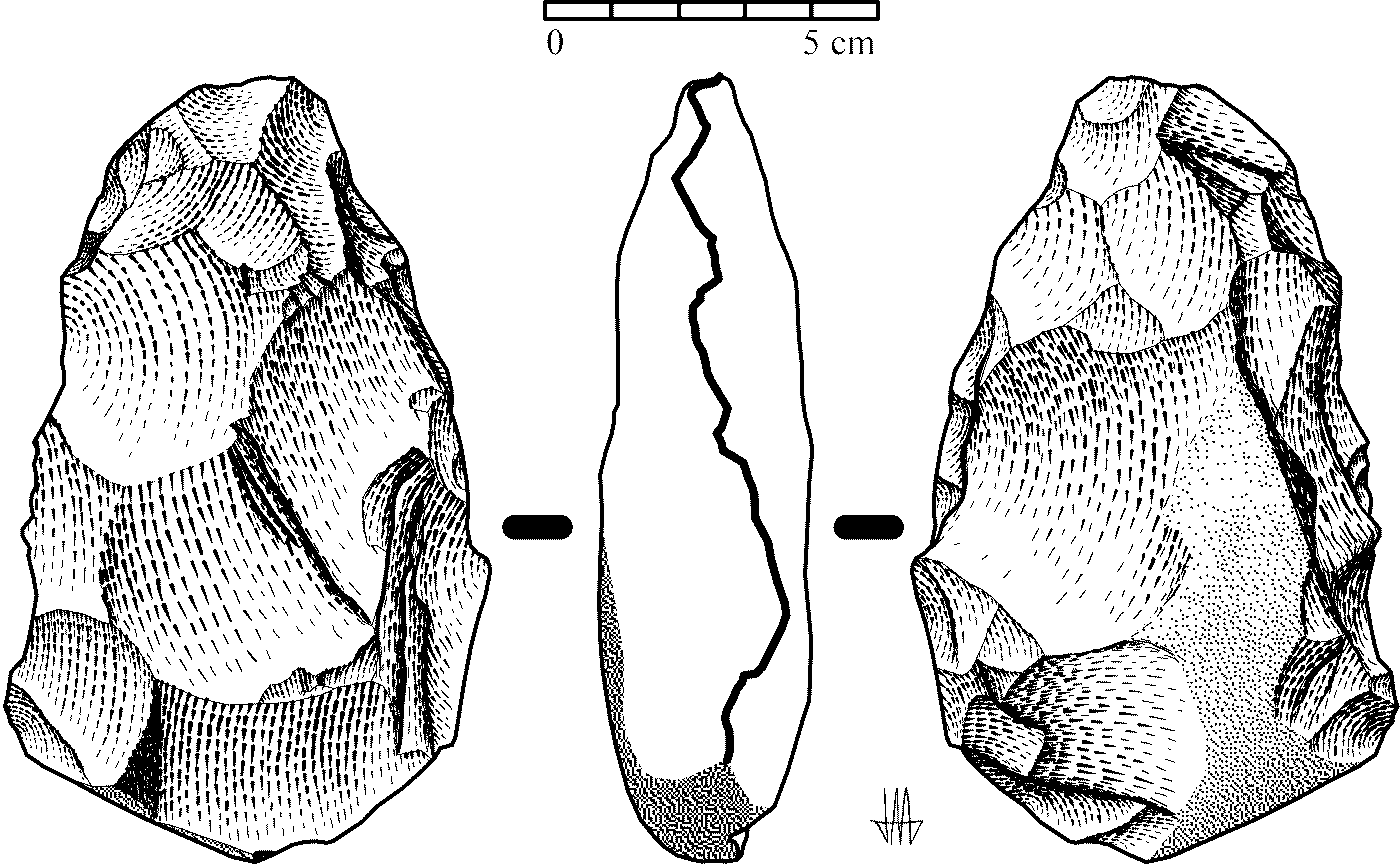
Vuistbijl (Acheuléen).

Abbevillien is een in onbruik rakende naam voor een gereedschapstraditie die steeds meer Oldowan genoemd wordt. De oorspronkelijke artefacten werden door een Franse douanebeambte, Boucher de Perthes, verzameld tijdens de aanleg van een weg langs de rivier de Somme dicht bij Abbeville. De vondsten werden in 1836 gepubliceerd.
Daarna publiceerde Louis Laurent Marie Gabriel de Mortillet (1821-1898), professor prehistorische antropologie aan de opleiding voor antropologie in Parijs, in 1882 Le Préhistorique, antiquité de l'homme, waarin hij als eerste perioden aanduidde met de naam van de vindplaats. Veel van zijn namen zijn nog steeds in gebruik. Zijn eerste twee waren Chelléen en Acheuléen.
Tot het Chelléen behoren artifacten die gevonden zijn bij de stad Chelles, een voorstad van Parijs. Ze lijken veel op wat er bij Abbeville gevonden is. Latere antropologen kozen voor Abbevillien in plaats van Chelléen, en die naam wordt tegenwoordig niet meer gebruikt.
De naam Abbevillien werd gebruikt tot de familie Leakey oudere soortgelijke artefacten ontdekte bij de Olduvaikloof en de Afrikaanse oorsprong van de mens onder de aandacht bracht. 
Mortillet had zijn tradities beschreven als in de tijd op elkaar volgend. In het Oldowan gebruikte de paleolithische mens alleen kerngereedschappen, in het Acheuléen gebruikte hij de afslagen. Gereedschappen uit het Oldowan laten echter zien dat het onderscheid tussen afslag en kern aan het begin van het paleolithicum wazig was. Er is dan ook een tendens om het Abbevillien als een fase van het Acheuléen te zien.
De typevindplaats van het Abbevillien bevindt zich op het 150-voetterras van de Somme. De daar gevonden gereedschappen zijn ruw afgeslagen bifaciale vuistbijlen die gemaakt zijn tijdens de mindelijstijd, die Midden-Europa tussen 500.000 en 400.000 jaar geleden bedekte.